# Clarias gariepinus

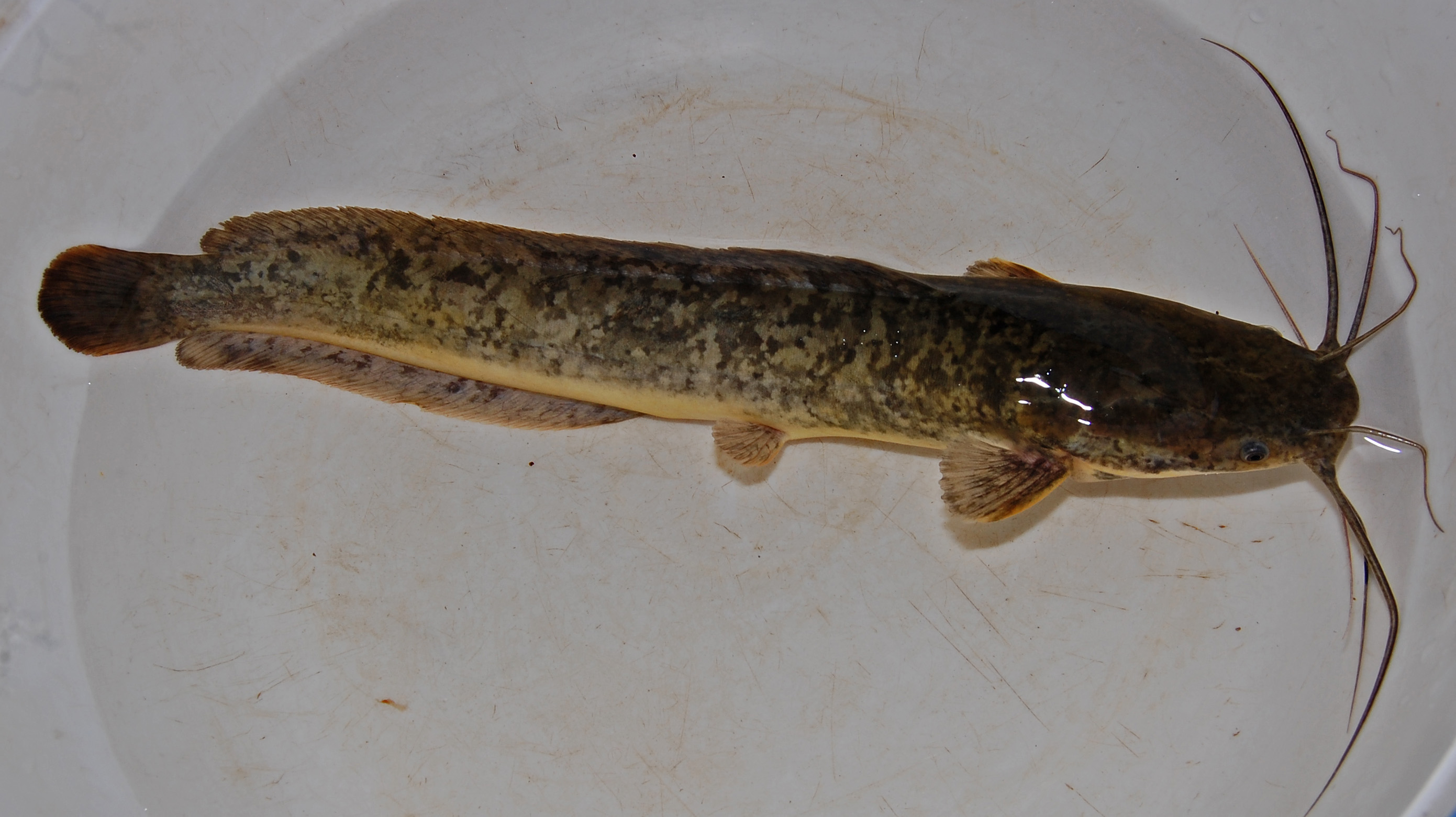

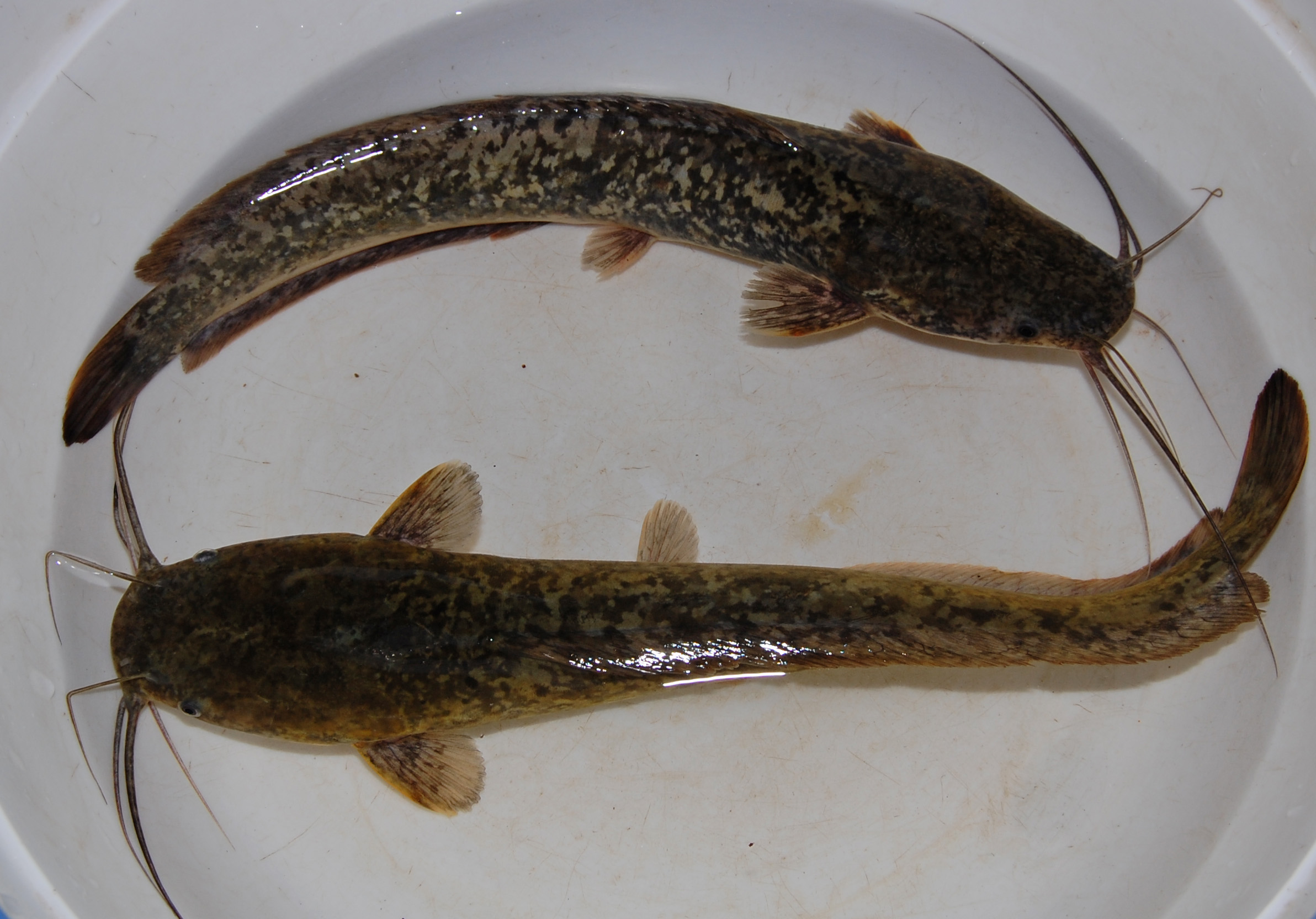

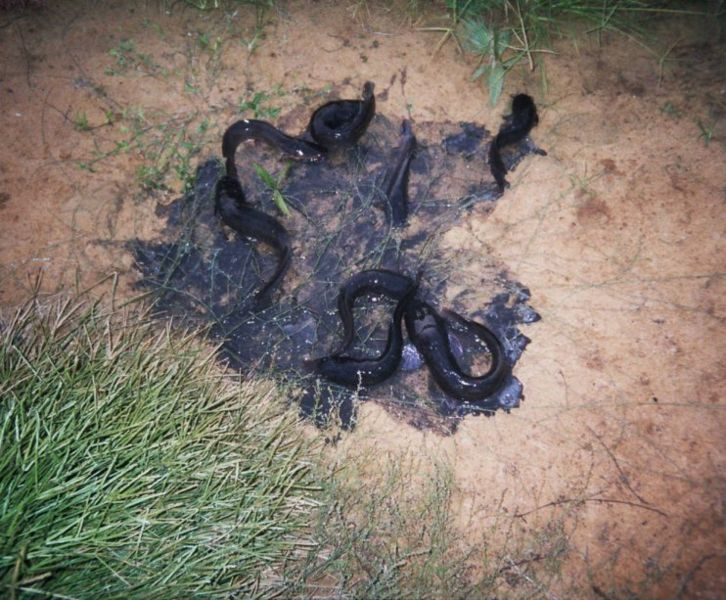
Alevins fotografiats a Israel

Clarias gariepinus és una espècie de peix de la família dels clàrids i de l'ordre dels siluriformes. Es troba a Àfrica, Jordània, Israel, el Líban, Síria i el sud de Turquia. Introduït a altres països d'Euràsia.
Els adults poden assolir els 170 cm de llargària total i els 60 kg de pes.